# Многочлен

Графік поліноміальної функції 3-го степеня

Многочленом, багаточленом або поліномом однієї змінної в математиці називається вираз вигляду
Y = {\displaystyle \ c_{0}+c_{1}x+\ldots +c_{n}x^{n}},
де {\displaystyle c_{i}} є сталими коефіцієнтами (константами), а {\displaystyle x} — змінна.
Наприклад, {\displaystyle 12+3.1x+2x^{6}}, та {\displaystyle 1+x+x^{2}+x^{3}}, є многочленами, але
{\displaystyle {1 \over x^{2}+1}} та {\displaystyle {\sqrt {x^{2}+1}}} не є многочленами.
Многочленом від декількох змінних (багатовимірним многочленом) називається скінченна сума, в якій кожен з доданків є добутком скінченного числа цілих степенів змінних та константи:
{\displaystyle c_{0}+c_{1}xy^{2}+c_{2}z^{3}+c_{3}xyz+\ldots }.
Многочлени є одним з найважливіших класів елементарних функцій.

## Пов'язані терміни
В многочлені {\displaystyle c_{0}+c_{1}x+\ldots +c_{n}x^{n}} доданки {\displaystyle c_{i}x^{i}} називаються його членами. Якщо {\displaystyle c_{n}\neq 0}, то {\displaystyle c_{n}x^{n}} називається старшим членом, а його степінь {\displaystyle n} степенем многочлена. Степінь многочлена {\displaystyle f(x)} позначається {\displaystyle \deg(f)}. Член нульового степеня {\displaystyle c_{0}} називається вільним членом.
Ще є нульовий многочлен {\displaystyle f(x)=0}
(інколи пишуть {\displaystyle f(x)\equiv 0}, щоб підкреслити, що це не рівняння, а тотожність), який не має жодного члена, тому визначення степеня многочлена до нього застосувати не можна. Для зручності вважають, що степінь нульового многочлена дорівнює мінус нескінченності, {\displaystyle -\infty }.
Многочлен нульового степеня називається константою, першого степеня — лінійним, другого степеня — квадратичним, третього степеня — кубічним. Многочлени степеня більше нуля ми будемо називати неконстантними або нетривіальними.
Многочлен з одним членом називається одночленом, з двома членами — двочленом, з трьома — тричленом.
Наприклад, {\displaystyle x^{3}+2x+5} — кубічний тричлен з членами {\displaystyle x^{3}}, {\displaystyle 2x} і {\displaystyle 5}, причому {\displaystyle x^{3}} — це старший член, а {\displaystyle 5} — вільний член.

## Операції над многочленами
- Сума многочленів є многочленом. Степінь суми многочленів менше або дорівнює максимуму степенів доданків.

{\displaystyle \sum _{i=0}^{n}a_{i}x^{i}+\sum _{i=0}^{m}b_{i}x^{i}=\sum _{i=0}^{\max\{n,m\}}(a_{i}+b_{i})x^{i}}
- Добуток многочленів є многочленом. Степінь добутку многочленів дорівнює сумі степенів співмножників.

{\displaystyle \left(\sum _{i=0}^{n}a_{i}x^{i}\right)\cdot \left(\sum _{i=0}^{m}b_{i}x^{i}\right)=\sum _{k=0}^{n+m}\left(\sum _{i+j=k}a_{i}b_{j}\right)x^{k}}
- Многочлени можна ділити з остачею: якщо {\displaystyle g(x)} — ненульовий многочлен, то будь-який многочлен {\displaystyle f(x)} можна представити у вигляді

{\displaystyle f(x)=q(x)g(x)+r(x)},
де {\displaystyle q(x)} і {\displaystyle r(x)} — многочлени, причому {\displaystyle \deg(r)<\deg(g)}.

## Корінь многочлена
Многочлен можна розглядати як функцію від змінної {\displaystyle x}. Число {\displaystyle a} називається коренем многочлена {\displaystyle f(x)}, якщо воно є коренем відповідної функції, тобто якщо {\displaystyle f(a)=0}. Це рівносильно умові «Многочлен {\displaystyle f(x)} ділиться на двочлен {\displaystyle x-a} без остачі» (див. теорему Безу).
Якщо {\displaystyle f(x)} ділиться на {\displaystyle (x-a)^{2}} без остачі, то корінь {\displaystyle a} називається кратним; якщо не ділиться, то простим.
Кратністю кореня називається найбільше число {\displaystyle k}, для якого {\displaystyle f(x)} ділиться на {\displaystyle (x-a)^{k}} без остачі (таким чином, прості корені — це корені кратності 1).

## Розкладання многочлена на нескоротні множники
Якщо неконстантний многочлен {\displaystyle f(x)} можна представити у вигляді {\displaystyle f(x)=g(x)h(x)}, де {\displaystyle g(x)} і {\displaystyle h(x)} — многочлени степеня не нижче першого, то кажуть, що {\displaystyle f(x)} розкладено на нетривіальні множники {\displaystyle g(x)}, {\displaystyle h(x)}. Якщо ж такого представлення не існує, многочлен називають нескоротним.
Зрозуміло, що оскільки
{\displaystyle \deg(f)=\deg(g)+\deg(h)}, {\displaystyle \deg(g)>0} і {\displaystyle \deg(h)>0},
то
{\displaystyle \deg(g)<\deg(f)} і {\displaystyle \deg(h)<\deg(f)}.
Якщо якийсь з множників {\displaystyle g(x)}, {\displaystyle h(x)} можна розкласти на нетривіальні множники, то ми продовжимо процес розкладання допоки це можливо.
Оскільки на кожному кроці степінь множників зменшується, цей процес є скінченним.
Отже в результаті ми отримаємо представлення {\displaystyle f(x)} у вигляді
{\displaystyle f(x)=f_{1}(x)f_{2}(x)\ldots f_{m}(x)},
де многочлени {\displaystyle f_{i}(x)} є нескоротними.
Таке представлення однозначно, з точністю до перестановки множників.

## Основна теорема алгебри
Комплексний многочлен степеня {\displaystyle n>0} має рівно {\displaystyle n} комплексних коренів, з урахуванням кратності.
Інакше кажучи, його можна розкласти на {\displaystyle n} лінійних множників:
{\displaystyle f(z)=c_{n}(z-z_{1})(z-z_{2})\ldots (z-z_{n}),\quad c_{n},z_{i}\in \mathbb {C} }
Таким чином, серед многочленів з комплексними коефіцієнтами нескоротними є лише лінійні многочлени.

## Узагальнений многочлен
Нехай {\displaystyle \mathbf {F} =\{f_{0}(x),f_{1}(x),\dots ,f_{m}(x)\}} — задана на {\displaystyle [a,b]} система линійно незалежних функцій. Узагальненим многочленом будемо називати функцію
{\displaystyle P_{m}(x):=a_{0}f_{0}(x)+a_{1}f_{1}(x)+\ldots +a_{m}f_{m}(x)}
де {\displaystyle a_{0},a_{1},\dots ,a_{m}} — довільні дійсні числа (коэфіціенти узагальненого многочлена).
Приклади
- {\displaystyle \mathbf {F} =\{1,x,\dots ,x^{m}\}}, многочлен
- {\displaystyle \mathbf {F} =\{1,\cos(x),\dots ,\cos(mx)\}}, тригонометричний многочлен
- {\displaystyle \mathbf {F} =\{J_{0}(x),J_{1}(x),\dots ,J_{m}(x)\}}, де {\displaystyle J_{\alpha }(x)} функції Бесселя